# Praomys petteri
Praomys petteri (Праоміс) — рід гризунів родини Мишевих. Популяції цього виду раніше були визначені як Praomys morio та Praomys lukolelae.

## Опис тварин
Гризун невеликого розміру, з довжиною голови й тіла між 73 і 143 мм, довжина хвоста між 99 і 165 мм, довжина стопи 24 до 28 мм, довжина вух між 15 і 22 мм і вага до 61 гр.
Хутро м'яке. Верхні частини темно-коричневого кольору. Низ сірувато-білий. Вуха мають білі волоски уздовж зовнішнього краю. Задня частина ніг вкрита білуватими волосками. Хвіст довше голови й тіла, рівномірно темний зі світлими плямами. Самиці мають пару грудних молочних залоз та 2 пари пахових. Каріотип: 2n=42 FN=62.

## Проживання
Цей вид був записаний з півдня Камеруну, півдня Центральноафриканської Республіки, і південного Конго. Немає записів з Габона, і є, мабуть великий розрив між записами з Конго і Камеруну і Центральноафриканської Республіки. Це, швидше за все, через відсутність колекцій. Це низинний вид з діапазоном проживання до 500 м над рівнем моря. Живе в тропічних лісах низовини. Не відомо, чи вид може жити в порушених або змінених місцях проживання.

## Загрози та охорона
Немає великих загрози для цього виду. Може жити охоронних районах в Камеруні.